# Altamira Gonzalo
Altamira Gonzalo Valgañón (Saragoça, 1949) é uma advogada feminista, jurista e ativista dos direitos das mulheres espanhola especializada em direito da família e direito comunitário. De 2019 a 2021, foi vice-presidente da Associação de Mulheres Juristas Themis, organização que presidiu de 2006 a 2010. Presidiu o Conselho Consultivo para as Políticas de Igualdade do Partido Socialista Operário Espanhol (PSOE) desde a sua criação, em 2017, até 2021.

## Biografia
Embora inicialmente a sua intenção fosse estudar medicina, acabou matriculando-se na Faculdade de Direito da Universidade de Saragoça. É especializada em direito da família e direito comunitário pela Faculdade de Prática Jurídica da Universidade Complutense de Madrid. Se formou e começou a exercer a advocacia, em 1974.
Primeiro coloquei os óculos vermelhos, os da luta de classes. Quando comecei a exercer a profissão, em 1974, as leis eram tão sexistas que não era possível ser advogada e não ser feminista se tivesse um mínimo de sensibilidade social. Eu era responsável pelo que fazia profissionalmente, mas minha conta bancária teve que ser aberta pelo meu marido. Eu legalmente devia obediência a ele. Porque? Tínhamos ambos feito carreira, o mesmo esforço, mas eu não tinha os mesmos direitos que ele. Como você pode não se rebelar contra essa injustiça? Então coloquei os óculos roxos imediatamente, quando tinha vinte e poucos anos. Nós, advogados, trabalhamos duro durante muitos anos, pelo menos para mudar as leis.Original (em castelhano): Primero me puse las gafas rojas, las de la lucha de clases. Cuando empecé a ejercer allá por el año 1974, las leyes eran tan machistas que no era posible ser abogada y no ser feminista si tenías un mínimo de sensibilidad social. Yo era responsable de lo que hacía profesionalmente, pero mi cuenta del banco la tenía que abrir mi marido. Yo le debía obediencia legalmente a él. ¿Por qué? Los dos habíamos hecho una carrera, el mismo esfuerzo, pero yo no tenía los mismos derechos que él. ¿Cómo no rebelarte contra esta injusticia? Así que las gafas moradas me las puse enseguida, a los veinte y pocos. Las abogadas hemos dado mucha caña desde hace muchos años al menos para cambiar las leyes.— Altamira Gonzalo  (em castelhano)
De 1987 a 1990, foi assessora jurídica do diretor do Instituto da Mulher e, de 2006 a 2010, presidiu a Associação de Mulheres Juristas Themis, organização da qual mais tarde foi vice-presidenta.
Assumiu também outras responsabilidades em organizações de defesa da igualdade e contra a violência contra as mulheres, entre elas foi membra do Observatório do Estado contra a Violência de Gênero ligada ao Ministério da Igualdade (2006–2010), membra do Conselho Diretivo do Instituto da Mulher (2008–2010), conselheira do Conselho Escolar do Estado (2008–2010), membra do Conselho de Administração do Instituto da Mulher de Castela-Mancha (2008–2010), membra do Instituto Aragonês da Mulher (desde 1993) e membra do Observatório Aragonês contra a Violência de Gênero como especialista.
Obteve a primeira sentença que levou um homem à prisão pelo crime de não pagamento de pensões. “Esse episódio foi muito relevante porque aplicou o Código Penal da democracia, que introduziu esse crime. O ex-marido da minha cliente foi condenado pela primeira vez e continuou a não pagar pensão alimentícia, por isso foi condenado novamente. É por isso que ele foi para a prisão e cumpriu as duas penas”
É membra do Conselho editorial da revista AequAlitas — revista jurídica de igualdade de oportunidades entre mulheres e homens.
Desde a sua criação, em setembro de 2017, até 2021, presidiu ao Conselho Consultivo para as Políticas de Igualdade do Partido Socialista Operário Espanhol (PSOE), um órgão multidisciplinar de apoio ao PSOE em questões de igualdade. De 2019 a 2021, foi também vice-presidenta da Associação de Mulheres Juristas Themis.

### Carreira política
Membra do PSOE de Aragão, em junho de 2014, participou na plataforma criada no PSOE-Aragão para a candidatura de Pedro Sánchez à Secretaria-geral do PSOE.
Foi secretária para a Igualdade do PSOE, em Aragão.
Em junho de 2017, foi palestrante sobre igualdade e feminismo no 39.º Congresso Federal do PSOE.

## Posições

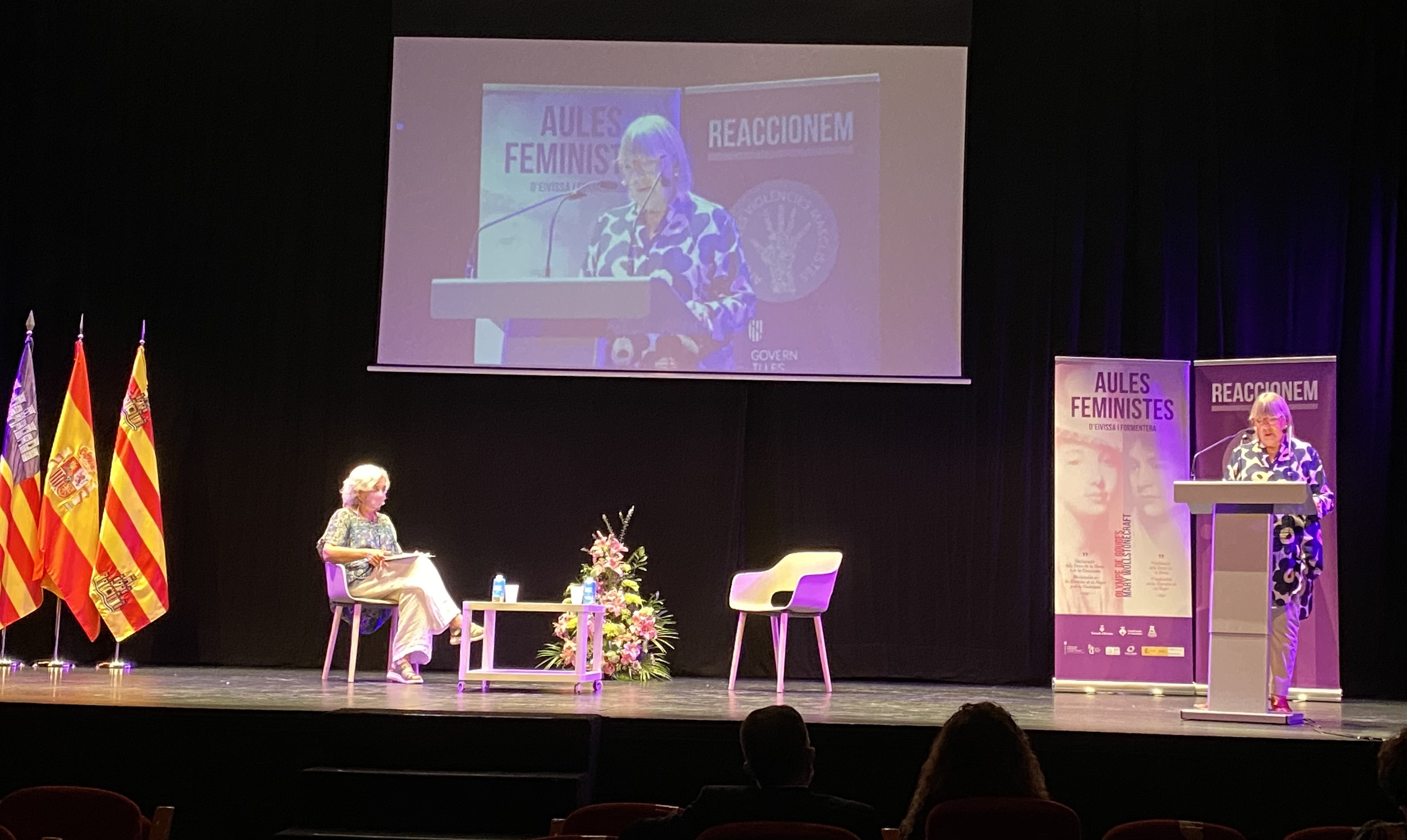
Altamira Gonzalo participa do Aules Feministes d'Eivissa i Formentera 2020 organizado pelo Balearic Donut Institute.

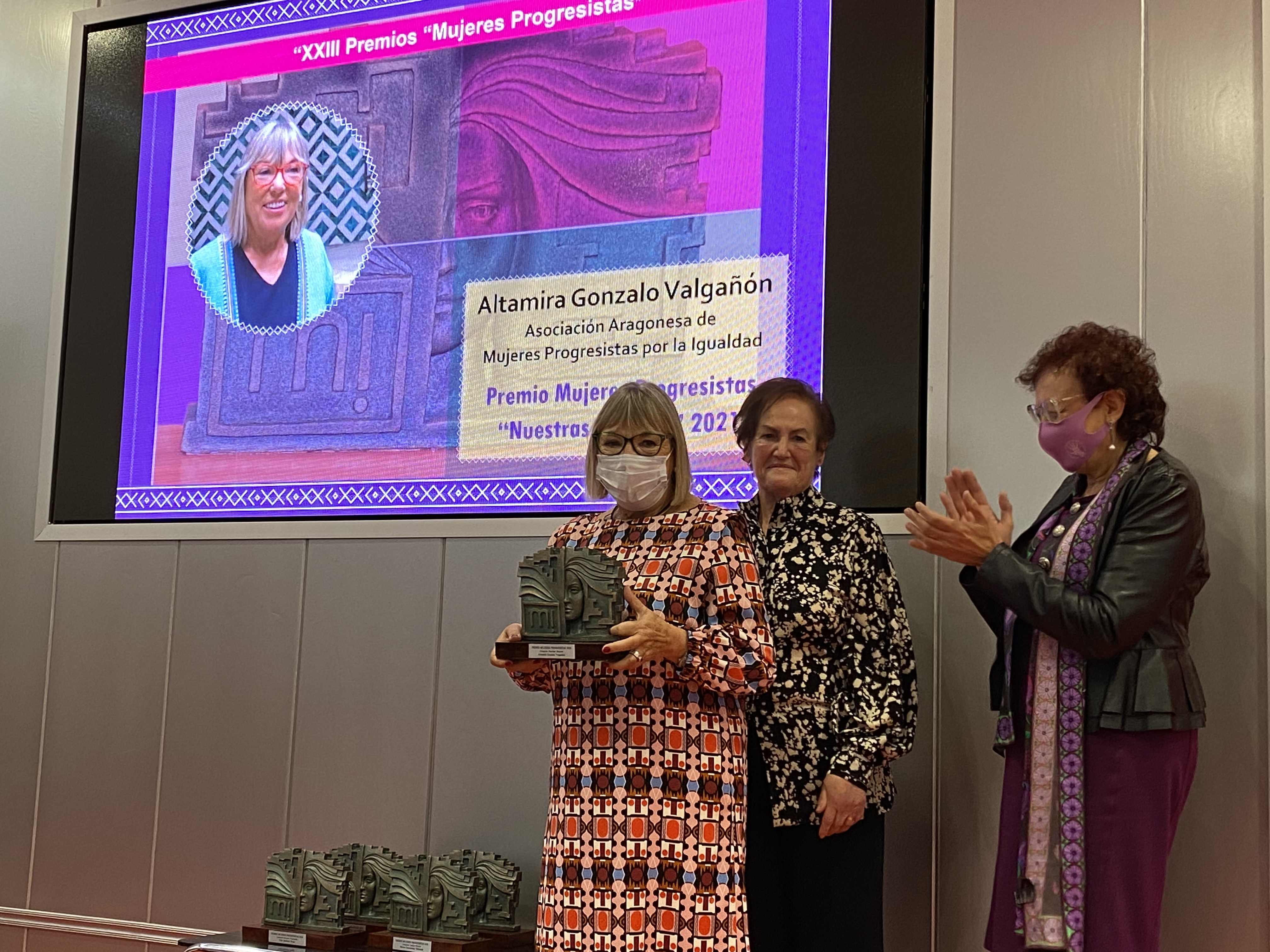
Prêmio Mulheres Progressistas (2021).

Denuncia que nas diversas legislações históricas sobre a mulher, e desde o direito romano até ao Código Civil de 1889, as mulheres se encontravam numa situação de desigualdade em relação aos homens: “como incapazes independentemente do seu estado civil ”.
- Lei abrangente contra a violência de gênero — considera que ajudou a aliviar o buraco dos maus-tratos: "Certamente ajudou muitas mulheres a não morrerem de violência de gênero e reduziu a provação processual de uma queixa por maus-tratos"[10]
- Guarda compartilhada — é a favor da corresponsabilidade, ou seja, da guarda partilhada quando o casal vive junto, mas alerta contra a guarda preferencial, geral ou imposta, "porque a sua finalidade é reduzir o custo da separação para os homens e causar sofrimento aos menores, cujas consequências ninguém se preocupa em descobrir"[1]
- Síndrome de alienação parental (SAP) — denuncia que a SAP, a guarda compartilhada geral ou preferencial, o mito das falsas denúncias e os coordenadores parentais foram todos criados nos Estados Unidos por movimentos contrários à igualdade e os estão espalhando para outros países[1]
- Considere que não existe barriga de aluguel altruísta — "a barriga de aluguel é o paradigma do neoliberalismo. Tudo o que se consegue com dinheiro é legítimo. E lamento, mas acredito que não podemos viver sem princípios e aqueles que promovem o comércio de úteros não os têm e não os respeitam a lei"
- Prostituição — propõe punir os clientes da prostituição com uma sanção pecuniária e uma pena de prisão no caso de a prostituta ser menor[11]

## Prêmios e reconhecimentos
- Em janeiro de 2020, foi escolhida uma das "25 mulheres mais influentes de Espanha"
- Em 2021, recebeu o Prêmio Mulheres Progressistas na categoria "Nossas Mulheres", concedido pela Federação de Mulheres Progressistas[12]
- Em 2022, foi premiada com o prêmio Dones Progressistes 2022[13]